# Эсмилья, Серхио
Серхио Саламеа Эсмилья (исп. Sergio Zalamea Esmilla, Jr.; 22 февраля 1927 — 24 мая 2017) — филиппинский дирижёр, скрипач и музыкальный педагог.
Сын юриста. Окончил Католический университет Филиппин, затем продолжил образование в США в Джульярдской школе (у Ивана Галамяна) и в Консерватории Пибоди.
Выступал с различными филиппинскими коллективами как оркестрант и солист. В 1979—1985 гг. музыкальный руководитель Манильского симфонического оркестра, в 1985 году основал и возглавил Манильский камерный оркестр.
В 1964—1968 гг. директор консерватории в составе Католического университета Филиппин (Университет Санто-Томас). С 1968 г. и до выхода на пенсию в 1992 г. возглавлял отделение струнных и камерной музыки в музыкальном колледже Филиппинского университета.
Дети — скрипач Джозеф Эсмилья, пианистка и скрипачка Майос Росарио Эсмилья.